# کاخ سلیمانیه

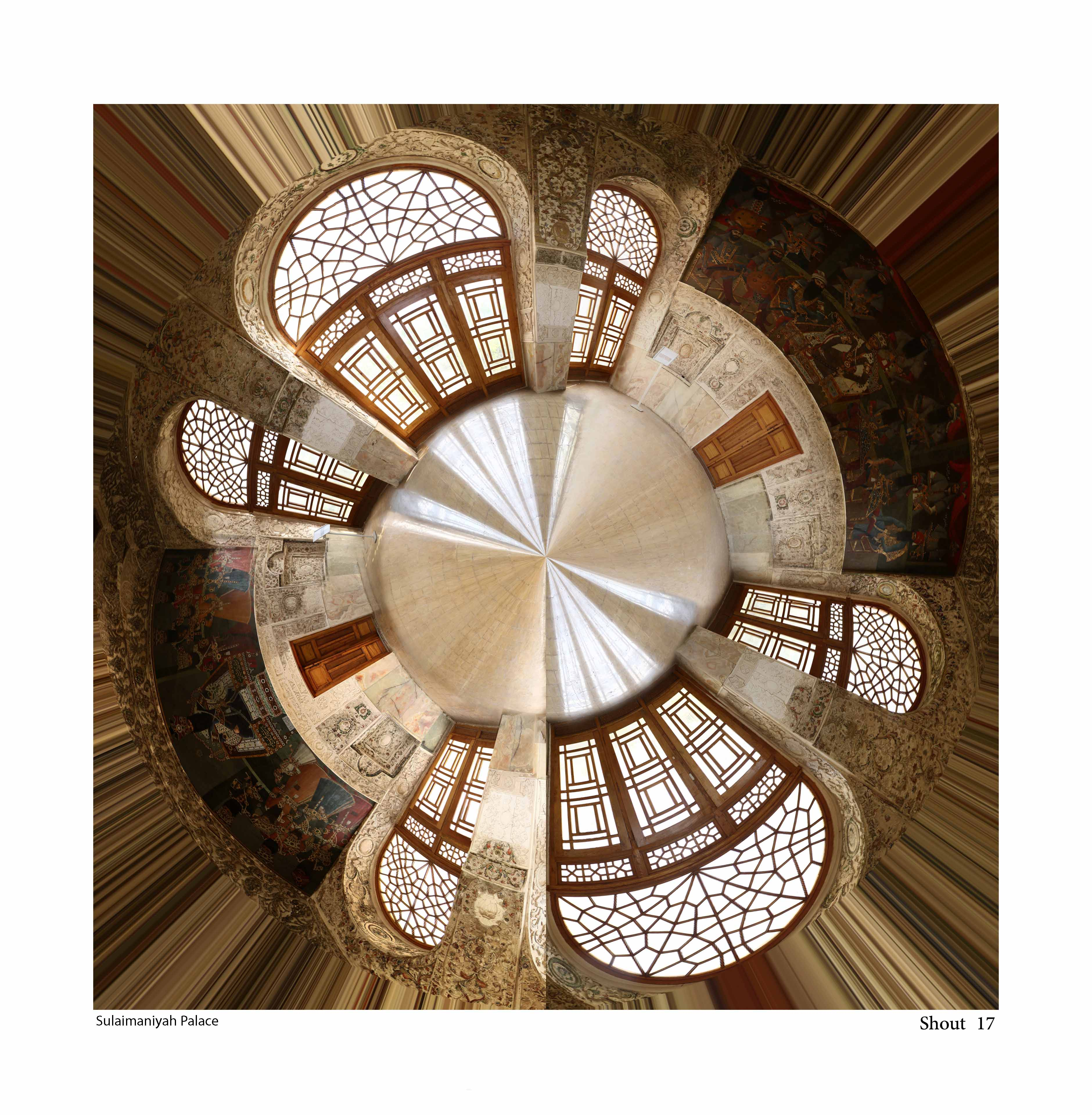
نمای داخل کاخ با تکنیک ۳۶۰

کاخ سلیمانیه مربوط به دوره قاجار بوده و امروزه در محوطه دانشکدگان کشاورزی و منابع طبیعی کرج واقع شده‌است. این اثر در تاریخ ۲ اسفند ۱۳۲۷ با شمارهٔ ثبت ۳۷۰ به‌عنوان یکی از آثار ملی ایران به ثبت رسیده‌است. در مجاورت این کاخ برج چهار طبقه‌ای متعلق به دوران صفویه موجود بوده که اکنون تنها طبقه همکف آن باقی مانده‌است.
سرپرست کاخ موزه سلیمانیه کرج تیمور خاوند گفت: این بنای ارزشمند از ۲۹ اسفند ۱۴۰۳ همزمان با آغاز تعطیلات نوروزی، دوباره پذیرای علاقه‌مندان شد و حدود ۵ هزار نفر در چند روز از این ایام بازدید کردند.

## پیشینه
این بنا در دوره فتحعلی شاه قاجار، به همت محمدحسین صدر اصفهانی، صدراعظم شاه در املاک شخصی‌اش ساخته شد و به احترام زادروز سلیمان‌میرزا قاجار، پسر فتحعلی‌شاه، آن را سلیمانیه نام نهاد و به شاه پیشکش کرد. کاخ سلیمانیه و باغ زیبای مقابل آن و نیز ساختمان‌هایی که جهت ملازمین موکب شاهی تعبیه شده بودند، مجموعه اقامتی و فرماندهی کوچک و بسیار زیبایی را ایجاد کرده بودند که در حال حاضر ساختمان‌های ملازمین شاهی از بین رفته‌است.
در تالار این بنا، دو نقاشی از عبدالله خان نقاش باشی روی دیوارها کشیده شده که یکی تصویر آقا محمدخان و دیگری تصویر فتحعلی شاه و اطرافیانشان است. در تابلوی بارعام فتحعلی شاه، سلیمان‌میرزا به صورت کودکی در کنار تخت طاووس تصویر شده‌است.
فرهاد میرزا زمان احداث بنا را در سنهٔ یک هزار و دویست و بیست و شش دانسته و از حاجی محمدحسین صدر اصفهانی به عنوان سازندهٔ بنا نام برده‌است.
گاسپار دروویل، افسر فرانسوی که در همان سال‌های ساخت این ساختمان در ایران به سر می‌برده است، در سفرنامه خود روایت متفاوتی ارائه می‌کند. به گفته او محمدعلی میرزا دولتشاه پسر بزرگ فتحعلی‌شاه که از تعیین عباس میرزا به ولیعهدی خشمگین بود، برای اثبات لیاقت خود، با سلیمان پاشا والی بغداد وارد جنگ شد و او را شکست داد و غرامت جنگی هنگفتی از او گرفت. او تمام پول را برای فتحعلی‌شاه فرستاد تا به این ترتیب نزد او محبوبیتی کسب کند. فتحعلی‌شاه با پولی که دست آورده بود، این کاخ را بنیان گذاشت و نام آن را سلیمانیه نهاد تا خاطره شکست سلیمان پاشا را زنده نگاه دارد.

## معماری کاخ
ساختمان کاخ آجری است و نمای آن تزیینات ویژه‌ای ندارد. بنای این کاخ روی پیلوت ساخته شده که در زمان خود نوعی نوآوری به‌شمار می‌رود. در شرق ساختمان کاخ برجی در ۵ طبقه ساخته شده بوده که هم‌اکنون تنها ویرانه‌های طبقه هم‌کف آن باقی‌مانده‌است.

## نگارخانه

تصویر تاریخی از کاخ سلیمانیه. برج کاخ نیز، که امروز تخریب شده‌است، در این تصویر دیده می‌شود.
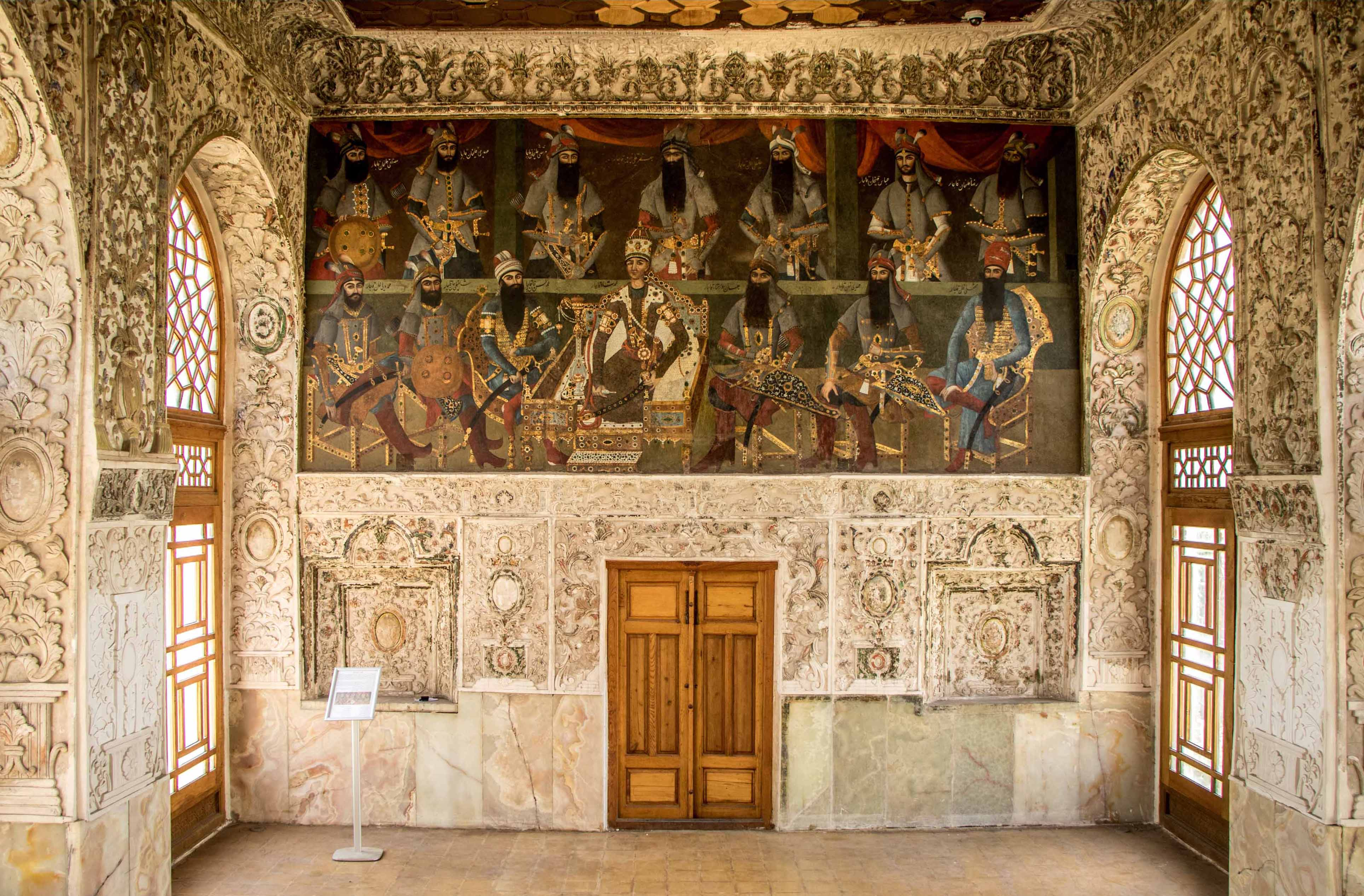
آقامحمدخان قاجار در میان اجداد، برادران و برادرزادگانش
پسران فتحعلی‌شاه
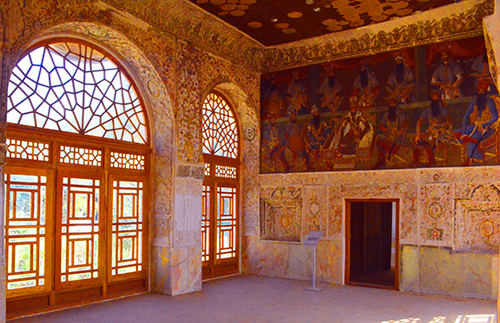
تالار اصلی کاخ سلیمانیه
نمای شمالی
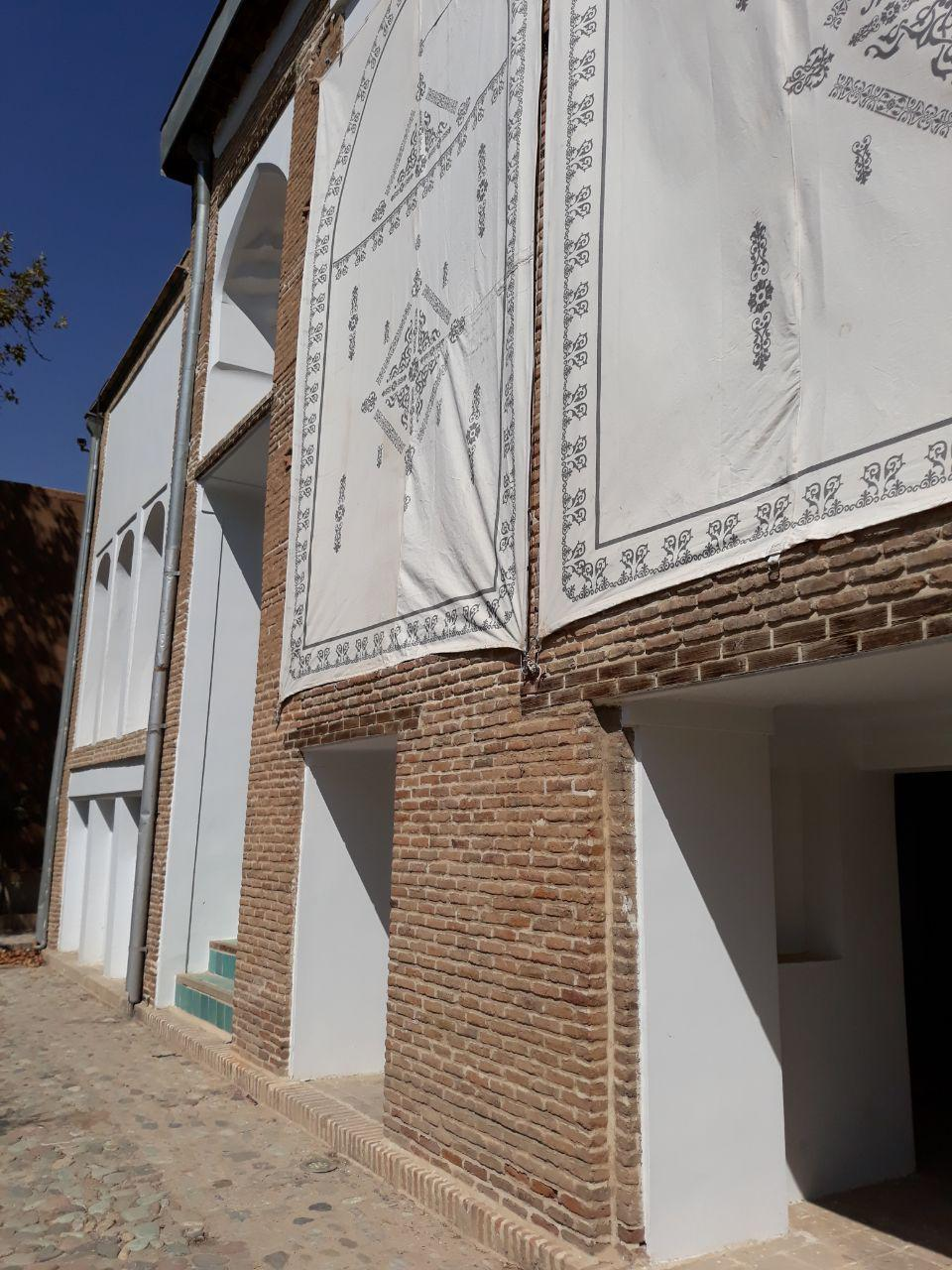
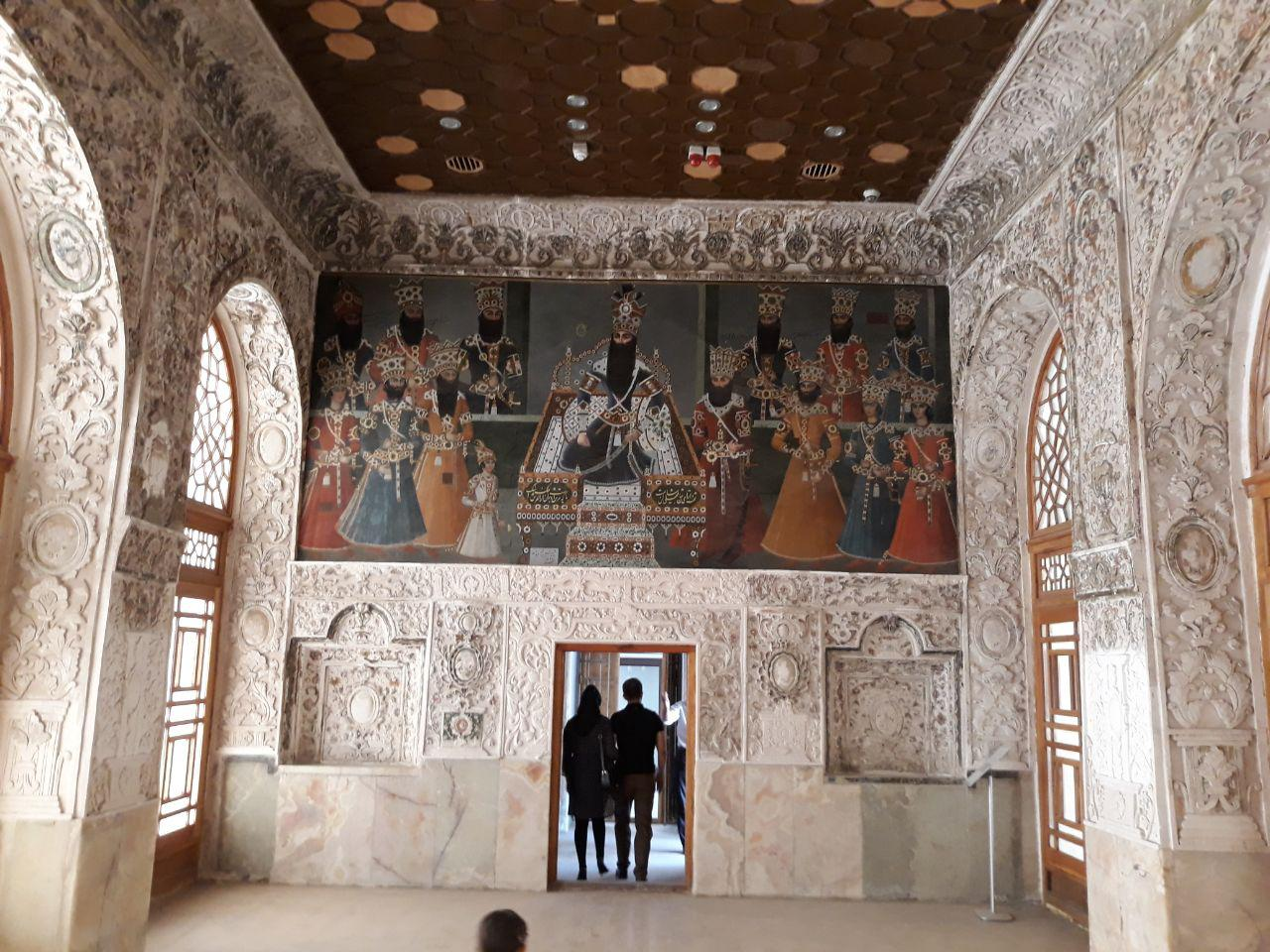
نقاشی اول سالن اصلی
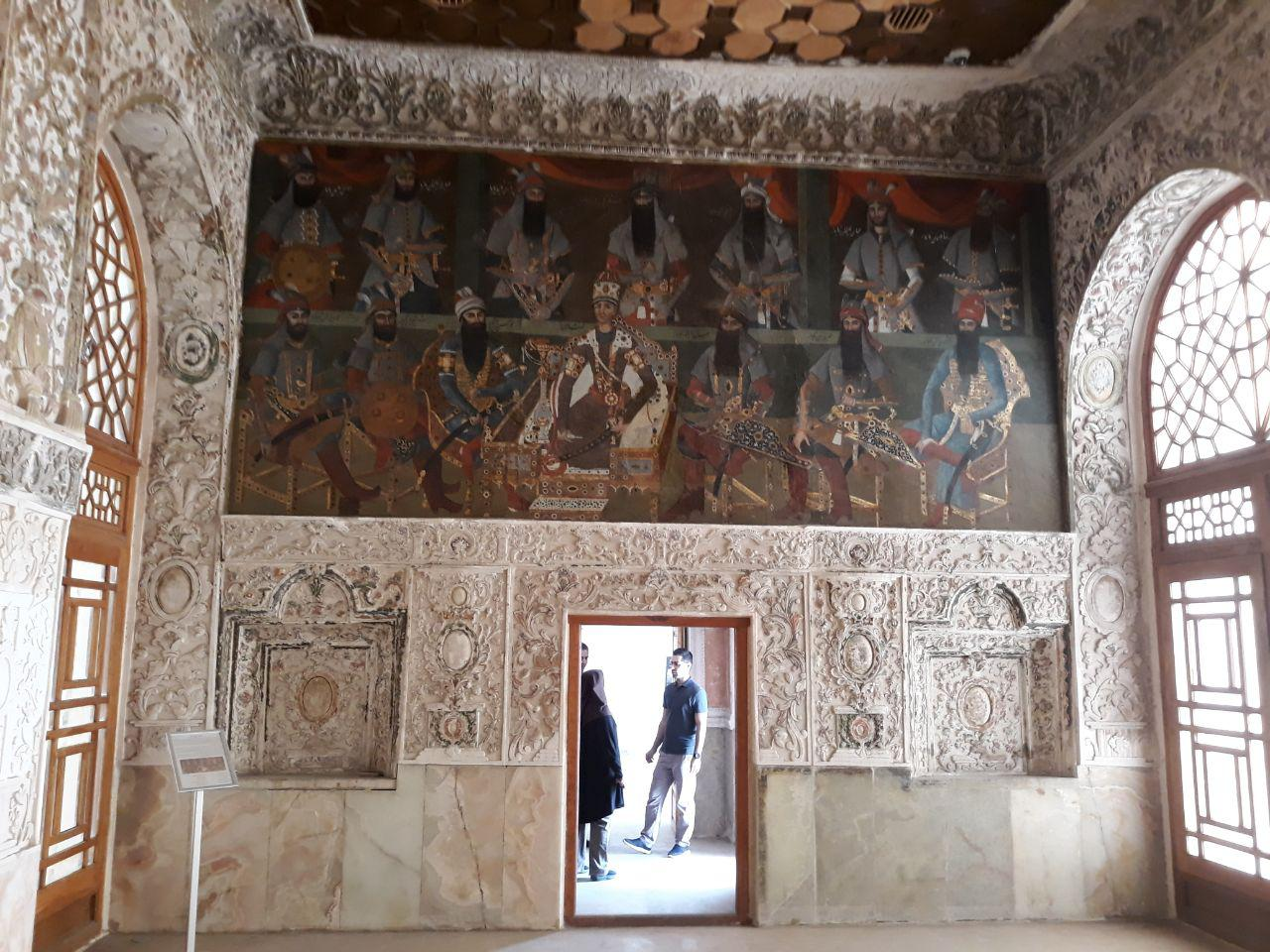
نقاشی دوم سالن اصلی
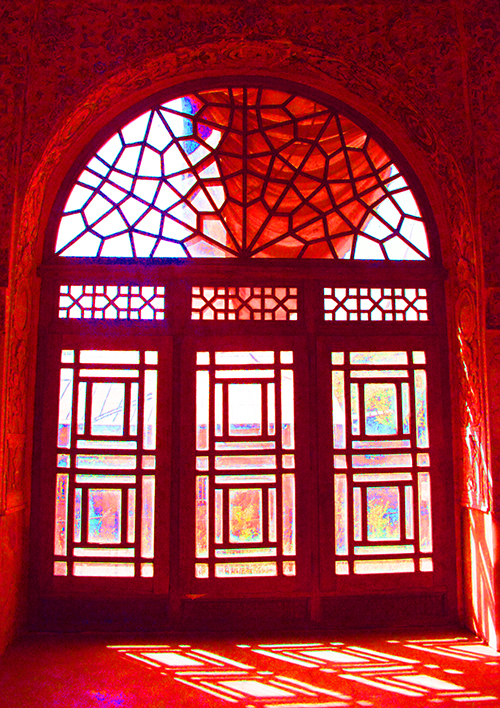